# Larynxmask

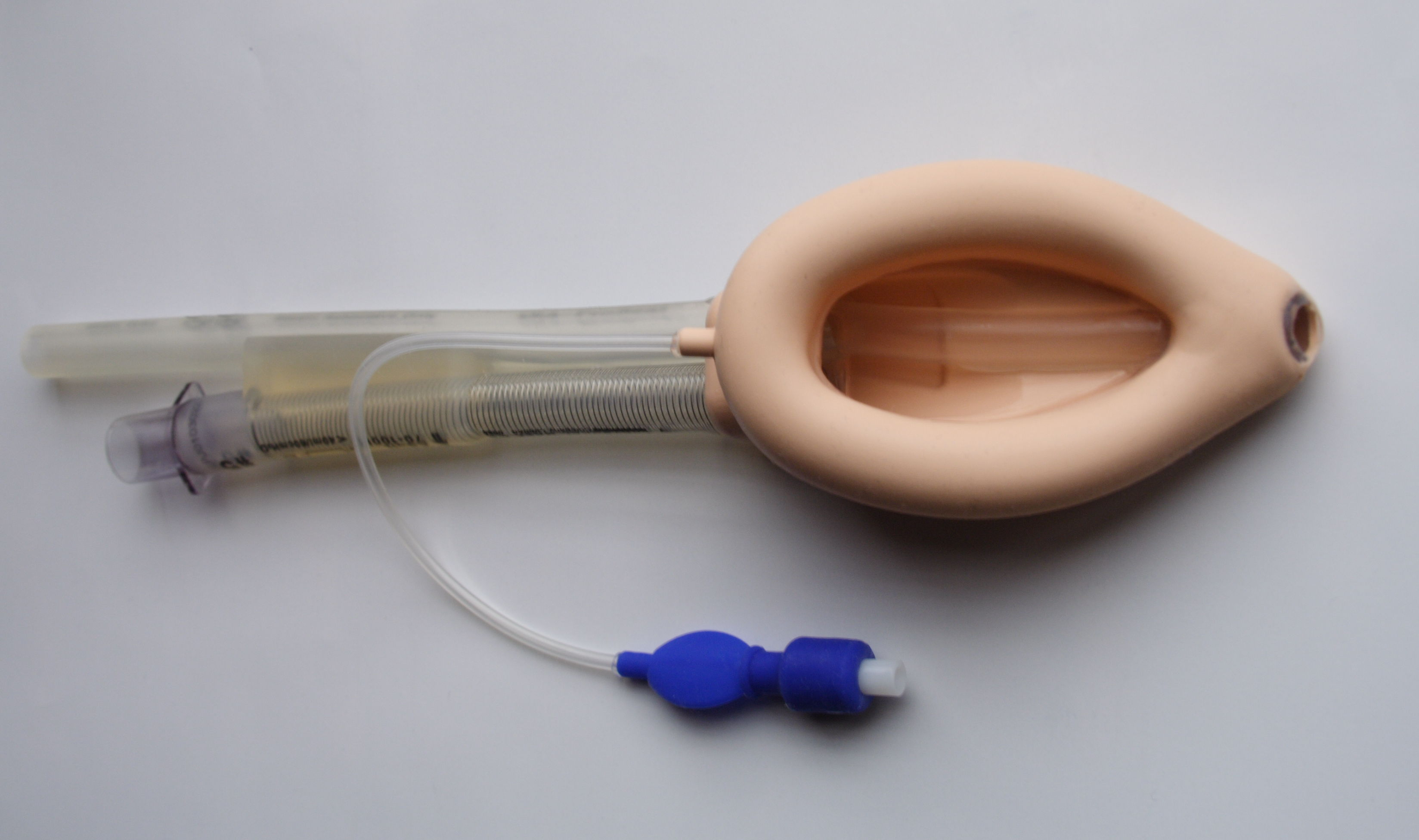
Larynxmask

LMA larynxmasken möjliggör för sjukvårdspersonal att kanalisera syre eller anastesigas till patientens lungor under kirurgi.  Den har en luftvägstub som ansluter till en elliptisk mask med en manschett.  När manschetten är uppblåst, följer den ansiktets anatomi med maskens skål vänd mot utrymmet mellan stämbanden.  Efter korrekt insättande, sitter spetsen av LMA larynxmasken i halsen mot muskelvalvet som sitter i den övre delen av esofagus (matstrupen). Denna typ av luftvägshjälpmedel används exempelvis av ambulanspersonal vid hjärtstopp i prehospitala miljöer. 